# Vasile Aaron

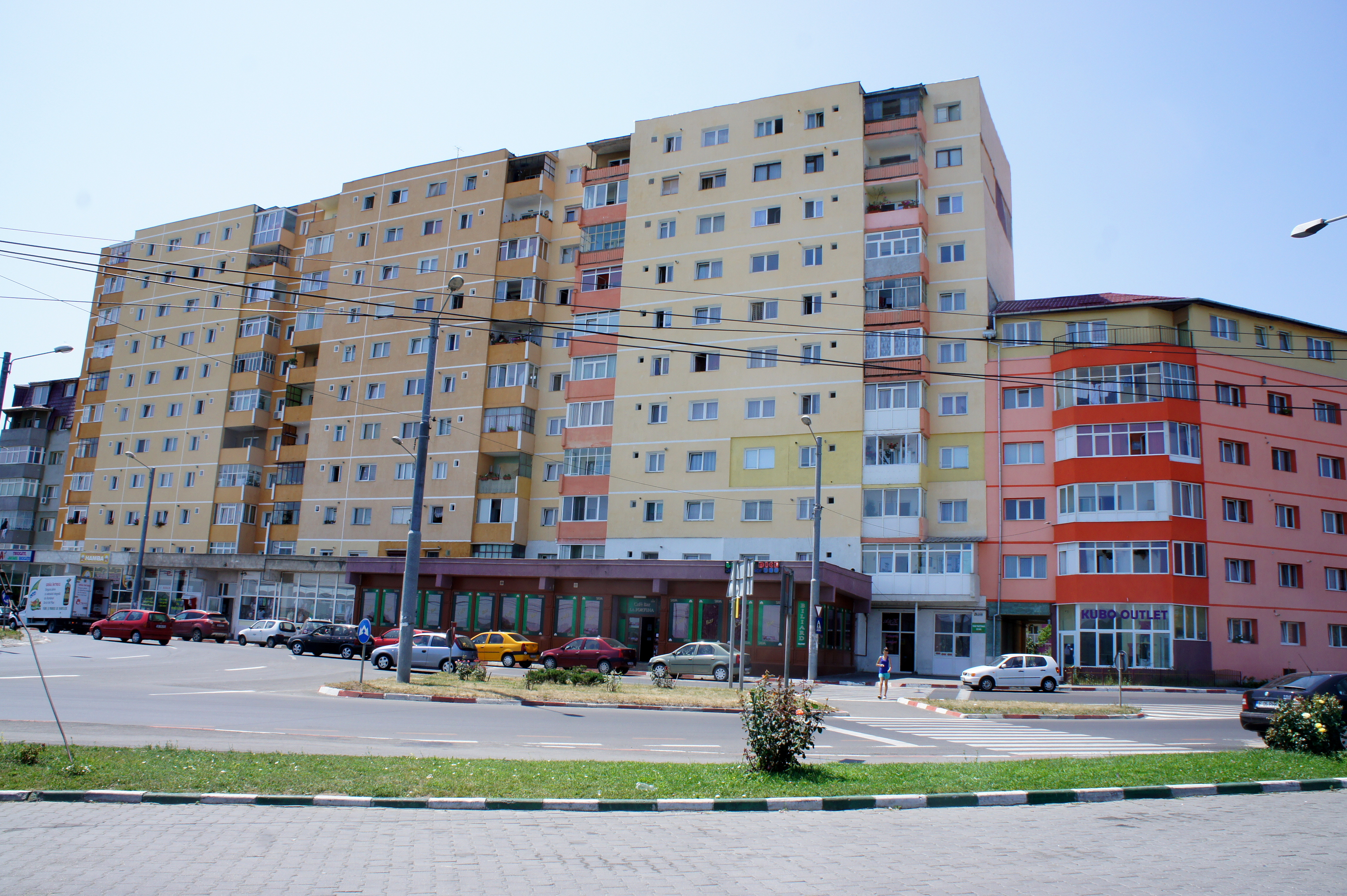
Das Stadtviertel Vasile Aaron in Hermannstadt

Vasile Aaron (* 1770 in Glogoveț bei Blasendorf, Siebenbürgen; † 1822 in Hermannstadt) war ein rumänischer Dichter.

## Leben
Vasile Aaron war der Sohn eines Pfarrers und begann ebenfalls eine kirchliche Ausbildung, indem er Theologie studierte. Später absolvierte er in Klausenburg (rum. Cluj-Napoca) ein Studium der Rechtswissenschaften und ließ sich als Jurist im siebenbürgischen Hermannstadt (rum. Sibiu) nieder. Besonders bekannt wurde er dort durch seine protegierenden Handlungen gegenüber Rumänen als Anwalt.
Im Geist latinisierender Aufklärer wollte Vasile Aaron die Volksbildung fördern. Als sein bedeutendstes Werk gilt eine über die Leiden Jesu Christi handelnde Dichtung in zehn Gesängen, die er 1805 unter dem Titel Patimile și moartea a Domnului și Mîntuitorului nostru Isus Hristos veröffentlichte. Als Vorbild für dieses Werk diente das Epos Der Messias des deutschen Dichters Friedrich Gottlieb Klopstock. Daneben widmete sich Aaron in seiner Schriftstellerei auch weltlichen Themen. Dabei gab er u. a. Paraphrasen von Werken bedeutender antiker Poeten heraus, so 1807 eine Bearbeitung von Ovids Pyramus und Thisbe sowie 1820 eine solche von Vergils Georgica. Von dem letztgenannten römischen Dichter übertrug Aaron ein weiteres Werk, die Aeneis, doch erschien diese Bearbeitung erst postum 1877.